# Otto Richter (Politiker)

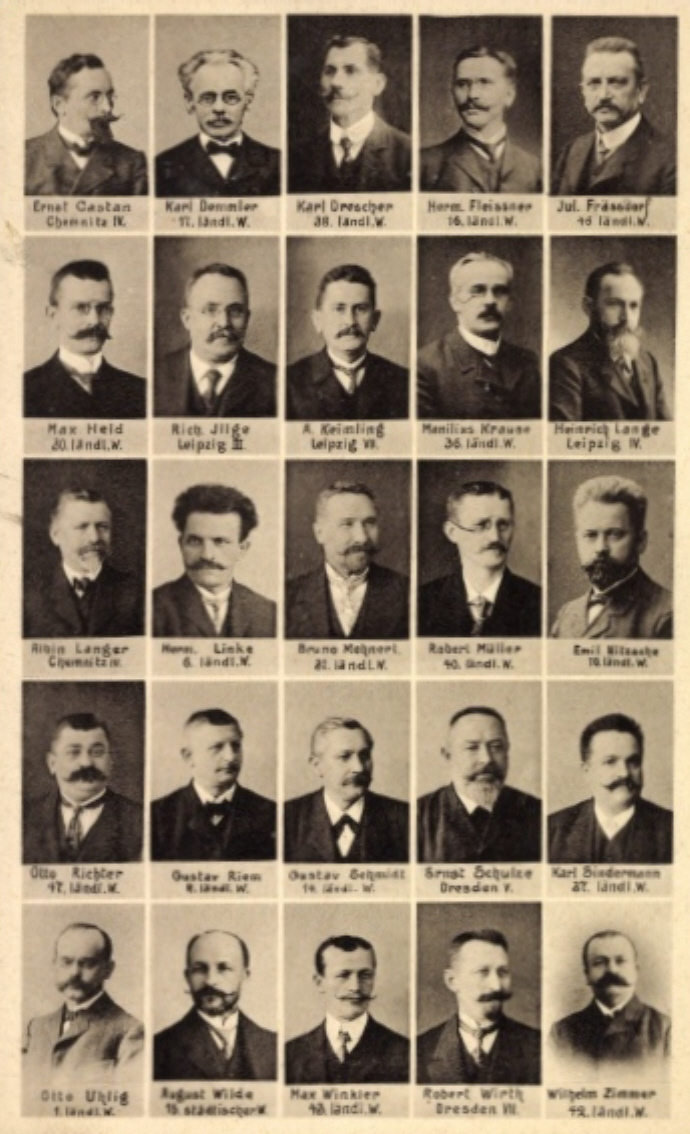
Otto Richter (vierte Reihe von oben, links) und die anderen Mitglieder der sozialdemokratischen Fraktion des sächsischen Landtags, 1909

Emil Otto Richter (* 9. Oktober 1873 in Frohburg; † nach 1944) war ein deutscher Politiker (SPD).

## Leben
Richter war zunächst als Markthelfer und bis 1901 als Handels- und Transportarbeiter tätig. 1899 bis 1900 war er Vorsitzender der Lokalorganisation der Handelshilfsarbeiter in Leipzig und anschließend bis 1901 Vorsitzender des zentralen Verbandsausschusses des Transportarbeiterverbandes mit Sitz in Chemnitz. Von Oktober 1901 bis 1926 war er dessen Gauleiter.
Von 1909 bis zum 14. Februar 1918 vertrat er den 47. ländlichen Wahlkreis in der II. Kammer des Sächsischen Landtags.